# آدم سابو
آدم سابو (بالمجرية: Szabó Ádám)‏ (2 يناير 1988 ببودابست في المجر - ) هو لاعب كرة قدم مجري في مركز الوسط. شارك مع منتخب المجر تحت 17 سنة لكرة القدم ومنتخب المجر تحت 21 سنة لكرة القدم. أما مع النوادي، فقد لعب مع نادي بودابست ونادي ميزوكوفيشدي وPutnok VSE ‏.

## وصلات خارجية
- آدم سابو على موقع قاعدة بيانات كرة القدم.إي يو (الإنجليزية)